# Hackforts Veenhuis
Het Hackforts Veenhuis is een landhuis en voormalig kasteel in het Nederlandse dorp Twello, provincie Gelderland.

## Geschiedenis
In 1298 noemde de proosdij van de Utrechtse Sint Pieterskerk in een van hun rekeningen een huis met de naam ‘Veenhus’. Dit huis dook in 1385 weer op in de leenregisters van het Sticht Utrecht als ‘goet Ten Vene’, met Egbert van der Horst als leenman.
Het geslacht Van Hackfort kwam in 1578 in bezit van het kasteel. Mechteld van Twickelo bracht het Veenhuis in bij haar huwelijk met Johan van Hackfort, lid van de Veluwse ridderschap. Waarschijnlijk was het Johan die het middeleeuwse kasteel eind 16e eeuw liet vervangen door een nieuw kasteel.

### Opsplitsing en hereniging
Het goed raakte opgesplitst nadat er onenigheid was ontstaan over de eigendomsrechten. De familie Van Hackfort behield het kasteel, maar een deel van het goed kwam in handen van de familie Grotenhuis. Zo ontstonden twee goederen: Hackforts Veenhuis en Grotenhuis Veenhuis.
In 1752 overleed de laatste Van Hackfort tot Veenhuis en het huis werd door achterneef Jochem Jurrien van Munnich tot Strijtveen geërfd.
Ernestus Jodocus Rudolphus baron van Grotenhuis, eigenaar van Grotenhuis Veenhuis, kocht in 1795 het Hackforts Veenhuis aan en verenigde zo beide goederen weer. Hij verkocht echter alles weer in 1803 aan Aleijda Richarda van Lamsweerde.

### Landhuis
Rond 1812 werd het huis grotendeels afgebroken en herbouwd als landhuis. Aleijda van Lamsweerde overleed in 1820 en haar erfgenaam Theodorus baron van Lamsweerde verkocht het in 1850 aan Hermanus Lodewijk van Hooff. Nadien is het huis nog diverse malen van eigenaar verwisseld.
In 1938 nam het Waterschap Oost-Veluwe het Hackforts Veenhuis als districtshuis in gebruik. Zij bleven eigenaar totdat in 1997 het Waterschap Veluwe werd opgericht. Enkele jaren was er een opleidingsinstituut gevestigd, waarna het huis overging in particuliere handen.

## Beschrijving
Over het uiterlijk van het middeleeuwse kasteel is niets bekend. De eerste afbeelding die opduikt, is een tekening van Jan de Beijer uit 1744. Op deze tekening is een 16e-eeuws kasteel te zien, omgeven door een slotgracht. De houten brug geeft toegang tot een vleugel met twee woonlagen en een trapgevel. Haaks op deze vleugel staat een dwarsvleugel, eveneens met twee woonlagen, en met een Gelderse gevel. Boven de gracht is een aanbouw aangebracht, staande op palen in het water.

### 19e en 20e eeuw
In 1812 is het kasteel vervangen door een landhuis, aan drie zijden omgeven door een gracht. Aan de westzijde kwamen het voorplein en bijgebouwen.
In 1858 werd een nieuw voorhuis toegevoegd. De grachten zijn in de loop van de 19e eeuw gedempt.
In 1932 werd het huis in historiserende stijl ingrijpend verbouwd, terwijl de boerderij werd omgebouwd tot een tuinmanswoning. Het koetshuis werd tijdens de Tweede Wereldoorlog in brand geschoten. In 1962 kwam er een nieuw ingangsportaal in het landhuis. Ook werden er op het landgoed door het Waterschap enkele kantoorgebouwen geplaatst.

### 21e eeuw
In 2004 is Hackforts Veenhuis opnieuw gerenoveerd. Hierbij kreeg het weer de uitstraling van een 19-eeuws landhuis. De kantoorgebouwen werden afgebroken en in 2008 verscheen er een nieuw koetshuis. Van het 16e-eeuwse kasteel is nog een deel van het originele muurwerk behouden gebleven, evenals het traptorentje aan de buitenzijde.
Rondom het huis ligt een landschapspark.
Aalst · Aardenburg · Acquoy · Aerdt · Agistaldaburg · Ahof · Aldenhaag · Aller · Ambe · Ammersoyen · Ampsen · Andelst · Angeroyen · Appelburg · Appelse walburg · Appeltern · Arler · Baak · Babberich · Baer · Baerle · Bakerbosch · Balgoij · Barlham · Batenburg · Beek · Beerenclaauw · Bemmel · Bevervoorde · Bergh · Biljoen · Bingerden · Blankenborg (Laren) · Blankenborg · Blauwe Huis · Blokhuis (Ravenswaaij) · Boelenham · Boetselaersborg · Borculo · Boswaai · Brakel · Den Brakel · Den Bramel · Bredevoort · Broekhuizen · Bronkhorst · Bruchem · Bruinhorst · Brunsberg · Bulkestein · Bunswaard · Burcht van Tiel · Buren · De Buurse · Byland · Byvanck · Caetshage · Camphuysen · De Cannenburch · de Cloese · Coldenhove · Culemborg · Dedinckweerd · Delwijnen · Didam · Diepenbroek · Hof te Dieren · Huis Dijck · Dikke Tinne · Doddendaal · Dodewaard · Doornenburg · Doornik · Doorwerth · Dooyenburg · Dorth · Doseburg · Drakenburg · Dreumel · Druten · Duivelshuis · Eerbeek · De Ehze · Elburg · Eldrik · Emmerik · Engelenburg · Groot Engelenburg · Engelrode · Enghuizen · Enspijk · De Essenburgh · Essenpas · Est · Fokkinck · Gameren · Geerestein · Geldermalsen · De Gelderse Toren · Geldersweerd · Gellicum · Gendt · Gennepestein · Glindhorst · Goudenstein · ‘s-Grevenhoef · Groot Hell · Groenlo · Groesbeek · Huis te Groesbeek · Grunsfoort · Gulden Spijker · Hackfort · Hackforts Veenhuis · Hagen · Hagevoort · Hamerden · Hanepol · Harreveld · Harslo · Hassink · Het Haveke · Hedel · Heeckeren · De Heegh · Hees · De Heest · Hellouw · Hemmen · Hernen · Motte van Hernen · Heumen · Heusden · Hoekelum · Hoekenburg · De Hoeve · De Hof · Hof d'Ooy · Hof van Arkel · Huis het Holt · Holthuis · Het Holtslag · Ter Horst · Houberg · St. Hubertus · Huissen · Hulhuizen · Hulkestein · Hulsen · Hunneschans bij De Duno · Hunneschans bij Uddel · Jonker Bloo · 't Joppe · De Kamp · Karssenberg · Kemnade · Keppel · Kermestein · Kernhem · Kervel · Kiefskamp · De Kinkelenburg · Klein Enghuizen · Kleverburg · Kortenhoeve · Laag Helbergen · Lakenburg · Landfort · Langen · Latenstein · De Lathmer · Lathum · Ter Lede · Leegpoel · Leemcuyl · Leeuwen · Leeuwenbergh · Lensenburg · Lent · Leur · Leuvenum · Leyenburg · Lichtenvoorde · Lievenstein · Loenen · Loevestein · Loil · Loowaard · Luynhorst · Hof te Maasbommel · Magerhorst · Malburgen · Malderburcht · Malsen · Manhorst · Marhulsen · De Marsch · Marveld · Mathena · Maurik · Medel · Medestein · 't Medler · Meinerswijk · De Mellard · Mensink · Mergelp · Meteren · 't Meyerink · Middachten · Millingen · Mussenberg · Nagelhorst · Nederhagen · Nederhemert · Neerijnen · Huis Neerijnen · De Nesch · Nettelhorst · Nieuwe Blokhuis ·  Nijburg · Nijenbeek · Old Putten · Notenstein · Nye Huis · Olde Spijker · Oldenaller · Oldenhof (Driel) · Oldenhof (Heteren) · De Ooij · Oolde · Oud Oolde · Oosterhout · Ophemert · Opijnen · Oud Ampsen · Oude Blokhuis · Het Oude Loo · Oude Voorst · Oudenborch · Oud-Wisch · Huis te Overasselt · Overeng · Overhagen · Overlaar · 't Oye · Palmestein · De Parck · Persingen · Plekenpol · Ploen · Pluimenburg · Poederoijen · Poelwijck · Poelwijk · De Pol (Dreumel) · Huis de Poll (Huis te Gietelo) · De Poll (Huissen) · Pollenbering · Pollenstein · Puttenstein · Het Raasink · Ravenhorst · De Rees · Ressen · Reuversweerd · Reygersfoort · Rhijnestein · Huis Rijswijk · Rode Toren · Roode Wald · Rosande · Rosendael · Rossum · Rumpt · Ruurlo · Rijsselt · Schadewijk · Schaffelaar · Scherpenzeel · Schoonbroek · Schoonderbeek · Schoonenburg · Schuilenburg · Schuilkerke · Hof te Seelbeek · Sevenaer I · Sevenaer II · Sinderen (Oude IJsselstreek) · Sinderen (Voorst) · Slangenburg · Sleeburg · Slimsijp · De Snor · Soelen · Spaansweerd · Spaldorp · Spijk · Staverden · Sterkenburg · Swanepol · Tarthorst · Teisterbant (Kerk-Avezaath) · Teisterbant (Kerkdriel) · Ter Dicke · Tolhuis · Tolhuis (Tiel) · Tollenburg · Tongerlo · Toren van Wely · Tuil · Ubbergen · Uilenburg (Ewijk) · Uilenburg (Heteren) · Ulenpas · Ulft · Upladen · Valburg · Valkhofburcht · Valkhofpalts · Vanenburg · Varik · Hof te Varsseveld · 't Velde · Velhorst · Verwolde · Vierakker · De Voorst · Voorstonden · Vorden · Vosbergen · Vredenburg · Vredestein (Driel) · Vredestein (Ravenswaaij) · Vuren · Waardenburg · Waddestein · Wadenoijen · Waede · Wageningen · Walfort · 't Waliën · De Wardt · Watergoor · Watermeerwijk · Wayenstein (Huis te Herwijnen) · Well (Huis van Malsen) · Weijenrade · Westenburg · Westerholt · Weurt · De Wiersse · Wijenburg (Echteld) · De Wildenborch · De Wildt · Wilp · Wilperhorst · Winssen · Wisch · Wychen · Wolfswaard · Woolbeek · Yrst · IJzendoorn · Zeeland · Zilveren Spijker · Zuilichem · Zwaluwenburg · Zwanenburg (Heerde) · Zwanenburg (Megchelen)